# Joaquim José Ferraz de Oliveira
Joaquim José Ferraz de Oliveira, primeiro e único barão de Guapi, (c. 1830 — 21 de novembro de 1893) foi um proprietário rural ativo na cidade de Barra Mansa, estado do Rio de Janeiro. Foi comentador da Imperial Ordem de Cristo e Imperial Ordem da Rosa e foi agraciado barão por decreto de 16 de janeiro de 1861.